# マガン (古代オリエント)
マガン(Magan) ないしはマカン(Makkan)は、紀元前2300年前後からシュメル人の楔形文字文書に登場する古代オリエントの地域名称。銅と閃緑岩の供給地とされており、紀元前550年頃までの記録に現れる。
多くの考古学者は地理的証拠から、現在のオマーン国内に含まれる地域であると推定している 。しかしマーインのことであるとしてイエメンの地域とする説や、上エジプト・ヌビア・スーダン、あるいはイランやパキスタンのあたりとする説なども存在する。
マガンとの貿易は通常、ペルシア湾付近に位置していた都市国家ウルとの間で行なわれていた。グティ人の王朝によって支配された時代には途絶したが、紀元前2100年頃にウル第3王朝のウル・ナンム王が通商路を再建した。インダス文明の地域との貿易が途絶した際にマガンからの銅の供給も途絶え、代わりにアラシヤ（古代キプロス）から輸入されるようになった。